# Кастин
Флавий Кастин (на латински: Flavius Castinus) е patricius, военачалник и консул на Западната Римска империя през 5 век.
Кастин e 420/421 г. като comes domesticorum и patricius в двореца на император Флавий Хонорий. През 422 г. става военачалник и се бие с малък успех против вандалите в Испания. Той е противник на Гала Плацидия.
На 20 ноември 423 г. в Рим Йоан узурпира и става римски император до май 425 г.
През 424 г. Кастин е консул заедно с Флавий Виктор. През 425 г. той е изгонен от Рим.